# Olle Gunneriusson
Olle Gunneriusson (26 de agosto de 1924–26 de noviembre de 1982) fue un deportista sueco que compitió en biatlón. Ganó dos medallas en el Campeonato Mundial de Biatlón de 1958, oro en la prueba por equipos y plata en la individual.

## Palmarés internacional
| Campeonato Mundial | Campeonato Mundial   | Campeonato Mundial | Campeonato Mundial |
| Año                | Lugar                | Medalla            | Prueba             |
| ------------------ | -------------------- | ------------------ | ------------------ |
| 1958               | Saalfelden (Austria) | Medalla de oro     | Equipo             |
| 1958               | Saalfelden (Austria) | Medalla de plata   | Individual         |